# US Open-mesterskabet i herredouble
Herredoublemesterskabet ved US Open i tennis er afviklet hvert år siden 1881. De første mange år til og med 1967 under navnet US National Championships, hvor mesterskabet var forbeholdt amatører. Siden 1968 har turneringen været åben, så både professionelle og amatører kan deltage.

## Spillesteder
Herredoublemesterskabet er gennem tiden blevet spillet otte forskellige steder i fire forskellige byer på tre forskellige underlag.
| Spillesteder                                                         | Spillesteder                | Spillesteder  | Spillesteder         |
| Periode                                                              | Anlæg                       | By            | Underlag             |
| -------------------------------------------------------------------- | --------------------------- | ------------- | -------------------- |
| 1881-86                                                              | Newport Casino              | Newport       | Græs                 |
| 1887                                                                 | Orange Lawn Tennis Club     | New York City | Græs                 |
| 1888-89                                                              | Staten Island Cricket Club  | New York City | Græs                 |
| 1890-92                                                              | Newport Casino              | Newport       | Græs                 |
| 1893                                                                 | St. George Cricket Club     | New York City | Græs                 |
| 1894-1914                                                            | Newport Casino              | Newport       | Græs                 |
| 1915-16                                                              | West Side Tennis Club       | New York City | Græs                 |
| 1917-33                                                              | Longwood Cricket Club       | Boston        | Græs                 |
| 1934                                                                 | Germantown Cricket Club     | Philadelphia  | Græs                 |
| 1935-41                                                              | Longwood Cricket Club       | Boston        | Græs                 |
| 1942-45                                                              | West Side Tennis Club       | New York City | Græs                 |
| 1946-67                                                              | Longwood Cricket Club       | Boston        | Græs                 |
| 1968-74                                                              | West Side Tennis Club       | New York City | Græs                 |
| 1975-77                                                              | West Side Tennis Club       | New York City | Grus                 |
| 1978-2019                                                            | USTA National Tennis Center | New York City | Hardcourt (DecoTurf) |
| Siden 2020                                                           | USTA National Tennis Center | New York City | Hardcourt (Laykold)  |
| Boston Newport New York City Philadelphia Værtsbyer for mesterskabet |                             |               |                      |

## Vindere
Spillere med mindst tre titler i US Open-mesterskabet i herredouble.
| Flest herredoubletitler i US National Championships / US Open |                    |                                    |
| Titler                                                        | Spiller            | År                                 |
| 6                                                             | Richard Sears      | 1882, 1883, 1884, 1885, 1886, 1887 |
| 6                                                             | Holcombe Ward      | 1899, 1900, 1901, 1904, 1905, 1906 |
| 6                                                             | Mike Bryan         | 2005, 2008, 2010, 2012, 2014, 2018 |
| 5                                                             | James Dwight       | 1882, 1883, 1884, 1886, 1887       |
| 5                                                             | Fred Alexander     | 1907, 1908, 1909, 1910, 1917       |
| 5                                                             | Vincent Richards   | 1918, 1921, 1922, 1925, 1926       |
| 5                                                             | Bill Tilden        | 1918, 1921, 1922, 1923, 1927       |
| 5                                                             | George Lott        | 1928, 1929, 1930, 1933, 1934       |
| 5                                                             | Bob Bryan          | 2005, 2008, 2010, 2012, 2014       |
| 4                                                             | Harold Hackett     | 1907, 1908, 1909, 1910             |
| 4                                                             | Jack Kramer        | 1940, 1941, 1943, 1947             |
| 4                                                             | Gardnar Mulloy     | 1942, 1945, 1946, 1948             |
| 4                                                             | Bill Talbert       | 1942, 1945, 1946, 1948             |
| 4                                                             | Roy Emerson        | 1959, 1960, 1965, 1966             |
| 4                                                             | Bob Lutz           | 1968, 1974, 1978, 1980             |
| 4                                                             | Stan Smith         | 1968, 1974, 1978, 1980             |
| 4                                                             | John McEnroe       | 1979, 1981, 1983, 1989             |
| 3                                                             | Oliver Campbell    | 1888, 1891, 1892                   |
| 3                                                             | Clarence Hobart    | 1890, 1893, 1894                   |
| 3                                                             | Dwight F. Davis    | 1899, 1900, 1901                   |
| 3                                                             | Beals Wright       | 1904, 1905, 1906                   |
| 3                                                             | Maurice McLoughlin | 1912, 1913, 1914                   |
| 3                                                             | Tom Bundy          | 1912, 1913, 1914                   |
| 3                                                             | Ted Schroeder      | 1940, 1941, 1947                   |
| 3                                                             | John Bromwich      | 1939, 1949, 1950                   |
| 3                                                             | Neale Fraser       | 1957, 1959, 1960                   |
| 3                                                             | Chuck McKinley     | 1961, 1963, 1964                   |
| 3                                                             | Dennis Ralston     | 1961, 1963, 1964                   |
| 3                                                             | Fred Stolle        | 1965, 1966, 1969                   |
| 3                                                             | John Newcombe      | 1967, 1971, 1973                   |
| 3                                                             | Peter Fleming      | 1979, 1981, 1983                   |
| 3                                                             | Mark Woodforde     | 1989, 1995, 1996                   |
| 3                                                             | Todd Woodbridge    | 1995, 1996, 2003                   |
| 3                                                             | Leander Paes       | 2006, 2009, 2013                   |
| 3                                                             | Rajeev Ram         | 2021, 2022, 2023                   |
| 3                                                             | Joe Salisbury      | 2021, 2022, 2023                   |

## Finaler
| Herredoublefinaler i US National Championships 1881–1967 |                                                 |                                                      |                           |
| År                                                       | Mestre                                          | Finalister                                           | Score                     |
| 1881                                                     | Clarence Clark (1) Frederick Winslow Taylor (1) | Alexander Van Rensselaer Arthur E. Newbold           | 6–5, 6–4, 6–5             |
| 1882                                                     | Richard Sears (1) James Dwight (1)              | Crawford Nightingale G.M. Smith                      | 6–2, 6–4, 6–4             |
| 1883                                                     | Richard Sears (2) James Dwight (2)              | Alexander Van Rensselaer Arthur E. Newbold           | 6–0, 6–2, 6–2             |
| 1884                                                     | Richard Sears (3) James Dwight (3)              | Alexander Van Rensselaer Walter Van Rensselaer Berry | 6–4, 6–1, 8–10, 6–4       |
| 1885                                                     | Richard Sears (4) Joseph Clark (1)              | Henry Slocum Wallace P. Knapp                        | 6–3, 6–0, 6–2             |
| 1886                                                     | Richard Sears (5) James Dwight (4)              | Howard Taylor Godfrey Brinley                        | 7–5, 5–7, 7–5, 6–4        |
| 1887                                                     | Richard Sears (6) James Dwight (5)              | Howard Taylor Henry Slocum                           | 6–4, 3–6, 2–6, 6–3, 6–3   |
| 1888                                                     | Oliver Campbell (1) Valentine Hall (1)          | Clarence Hobart Edward MacMullen                     | 6–4, 6–2, 6–2             |
| 1889                                                     | Henry Slocum (1) Howard Taylor (1)              | Valentine Hall Oliver Campbell                       | 6–1, 6–3, 6–2             |
| 1890                                                     | Valentine Hall (2) Clarence Hobart (1)          | Charles Carver John Ryerson                          | 6–3, 4–6, 6–2, 2–6, 6–3   |
| 1891                                                     | Oliver Campbell (2) Bob Huntington (1)          | Valentine Hall Clarence Hobart                       | 6–3, 6–4, 8–6             |
| 1892                                                     | Oliver Campbell (3) Bob Huntington (2)          | Valentine Hall Edward L. Hall                        | 6–4, 6–2, 4–6, 6–3        |
| 1893                                                     | Clarence Hobart (2) Fred Hovey (1)              | Oliver Campbell Bob Huntington                       | 6–3, 6–4, 4–6, 6–2        |
| 1894                                                     | Clarence Hobart (3) Fred Hovey (2)              | Carr Neel Sam Neel                                   | 6–3, 8–6, 6–1             |
| 1895                                                     | Malcolm Chace (1) Robert Wrenn (1)              | Clarence Hobart Fred Hovey                           | 7–5, 6–1, 8–6             |
| 1896                                                     | Carr Neel (1) Sam Neel (1)                      | Robert Wrenn Malcolm Chace                           | 6–3, 1–6, 6–1, 3–6, 6–1   |
| 1897                                                     | Leo Ware (1) George Sheldon (1)                 | Harold Mahony Harold Nisbet                          | 11–13, 6–2, 9–7, 1–6, 6–1 |
| 1898                                                     | Leo Ware (2) George Sheldon (2)                 | Holcombe Ward Dwight F. Davis                        | 1–6, 7–5, 6–4, 4–6, 7–5   |
| 1899                                                     | Holcombe Ward (1) Dwight F. Davis (1)           | Leo Ware George Sheldon                              | 6–4, 6–4, 6–3             |
| 1900                                                     | Holcombe Ward (2) Dwight F. Davis (2)           | Fred Alexander Raymond Little                        | 6–4, 9–7, 12–10           |
| 1901                                                     | Holcombe Ward (3) Dwight F. Davis (3)           | Leo Ware Beals Wright                                | 6–3, 9–7, 6–1             |
| 1902                                                     | Reginald Doherty (1) Laurence Doherty (1)       | Holcombe Ward Dwight F. Davis                        | 11–9, 12–10, 6–4          |
| 1903                                                     | Reginald Doherty (2) Laurence Doherty (2)       | Kreigh Collins L. Harry Waidner                      | 7–5, 6–3, 6–3             |
| 1904                                                     | Holcombe Ward (4) Beals Wright (1)              | Kreigh Collins Raymond Little                        | 1–6, 6–2, 3–6, 6–4, 6–1   |
| 1905                                                     | Holcombe Ward (5) Beals Wright (2)              | Fred Alexander Harold Hackett                        | 6–4, 6–4, 6–1             |
| 1906                                                     | Holcombe Ward (6) Beals Wright (3)              | Fred Alexander Harold Hackett                        | 6–3, 3–6, 6–3, 6–3        |
| 1907                                                     | Fred Alexander (1) Harold Hackett (1)           | Nat Thornton Bryan M. Grant                          | 6–2, 6–1, 6–1             |
| 1908                                                     | Fred Alexander (2) Harold Hackett (2)           | Raymond Little Beals Wright                          | 6–1, 7–5, 6–2             |
| 1909                                                     | Fred Alexander (3) Harold Hackett (3)           | Maurice McLoughlin George Janes                      | 6–4, 6–4, 6–0             |
| 1910                                                     | Fred Alexander (4) Harold Hackett (4)           | Tom Bundy Trowbridge Hendrick                        | 6–1, 8–6, 6–3             |
| 1911                                                     | Raymond Little (1) Gus Touchard (1)             | Fred Alexander Harold Hackett                        | 7–5, 13–15, 6–2, 6–4      |
| 1912                                                     | Maurice McLoughlin (1) Tom Bundy (1)            | Raymond Little Gus Touchard                          | 3–6, 6–2, 6–1, 7–5        |
| 1913                                                     | Maurice McLoughlin (2) Tom Bundy (2)            | John Strachan Clarence Griffin                       | 6–4, 7–5, 6–1             |
| 1914                                                     | Maurice McLoughlin (3) Tom Bundy (3)            | George Church Dean Mathey                            | 6–4, 6–2, 6–4             |
| 1915                                                     | Clarence Griffin (1) Bill Johnston (1)          | Maurice McLoughlin Tom Bundy                         | 2–6, 6–3, 6–4, 3–6, 6–3   |
| 1916                                                     | Clarence Griffin (1) Bill Johnston (1)          | Maurice McLoughlin Ward Dawson                       | 6–4, 6–3, 5–7, 6–3        |
| 1917                                                     | Fred Alexander (5) Harold Throckmorton (1)      | Harry Johnson Irving Wright                          | 11–9, 6–4, 6–4            |
| 1918                                                     | Vincent Richards (1) Bill Tilden (1)            | Fred Alexander Beals Wright                          | 6–3, 6–4, 3–6, 2–6, 6–2   |
| 1919                                                     | Norman Brookes (1) Gerald Patterson (1)         | Vincent Richards Bill Tilden                         | 8–6, 6–3, 4–6, 4–6, 6–2   |
| 1920                                                     | Clarence Griffin (1) Bill Johnston (1)          | Willis E. Davis Roland Roberts                       | 6–2, 6–2, 6–3             |
| 1921                                                     | Vincent Richards (2) Bill Tilden (2)            | Watson Washburn R. Norris Williams                   | 13–11, 12–10, 6–1         |
| 1922                                                     | Vincent Richards (3) Bill Tilden (3)            | Pat O'Hara Wood Gerald Patterson                     | 4–6, 6–1, 6–3, 6–4        |
| 1923                                                     | Brian Norton (1) Bill Tilden (4)                | Watson Washburn R. Norris Williams                   | 3–6, 6–2, 6–3, 5–7, 6–2   |
| 1924                                                     | Howard Kinsey (1) Robert Kinsey (1)             | Pat O'Hara Wood Gerald Patterson                     | 7–5, 5–7, 7–9, 6–3, 6–4   |
| 1925                                                     | Vincent Richards (4) R. Norris Williams (1)     | John Hawkes Gerald Patterson                         | 6–2, 8–10, 6–4, 11–9      |
| 1926                                                     | Vincent Richards (5) R. Norris Williams (2)     | Alfred Chapin Bill Tilden                            | 6–4, 6–8, 11–9, 6–3       |
| 1927                                                     | Frank Hunter (1) Bill Tilden (5)                | Bill Johnston R. Norris Williams                     | 10–8, 6–3, 6–3            |
| 1928                                                     | George Lott (1) John F. Hennessey (1)           | Gerald Patterson John Hawkes                         | 6–2, 6–1, 6–2             |
| 1929                                                     | George Lott (2) John Doeg (1)                   | Berkeley Bell Lewis White                            | 10–8, 1–6, 6–4, 6–1       |
| 1930                                                     | George Lott (3) John Doeg (2)                   | Wilmer Allison John Van Ryn                          | 8–6, 6–3, 3–6, 13–15, 6–4 |
| 1931                                                     | Wilmer Allison (1) John Van Ryn (1)             | Gregory Mangin Berkeley Bell                         | 6–4, 6–3, 6–2             |
| 1932                                                     | Ellsworth Vines (1) Keith Gledhill (1)          | Wilmer Allison John Van Ryn                          | 6–4, 6–3, 6–2             |
| 1933                                                     | George Lott (4) Lester Stoefen (1)              | Frank Shields Frank Parker                           | 11–13, 9–7, 9–7, 6–3      |
| 1934                                                     | George Lott (5) Lester Stoefen (2)              | Wilmer Allison John Van Ryn                          | 6–4, 9–7, 3–6, 6–4        |
| 1935                                                     | Wilmer Allison (1) John Van Ryn (2)             | Don Budge Gene Mako                                  | 6–2, 6–3, 2–6, 3–6, 6–1   |
| 1936                                                     | Don Budge (1) Gene Mako (1)                     | Wilmer Allison John Van Ryn                          | 6–4, 6–2, 6–4             |
| 1937                                                     | Gottfried von Cramm (1) Henner Henkel (1)       | Don Budge Gene Mako                                  | 6–4, 7–5, 6–4             |
| 1938                                                     | Don Budge (2) Gene Mako (2)                     | John Bromwich Adrian Quist                           | 6–3, 6–2, 6–1             |
| 1939                                                     | John Bromwich (1) Adrian Quist (1)              | Jack Crawford Harry Hopman                           | 8–6, 6–1, 6–4             |
| 1940                                                     | Jack Kramer (1) Ted Schroeder (1)               | Gardnar Mulloy Henry Prusoff                         | 6–4, 8–6, 9–7             |
| 1941                                                     | Jack Kramer (2) Ted Schroeder (2)               | Gardnar Mulloy Wayne Sabin                           | 9–7, 6–4, 6–2             |
| 1942                                                     | Gardnar Mulloy (1) Bill Talbert (1)             | Ted Schroeder Sidney Wood                            | 9–7, 7–5, 6–1             |
| 1943                                                     | Jack Kramer (3) Frank Parker (1)                | David Freeman Bill Talbert                           | 6–2, 6–4, 6–4             |
| 1944                                                     | Robert Falkenburg (1) Don McNeill (1)           | Francisco Segura Bill Talbert                        | 7–5, 6–4, 3–6, 6–1        |
| 1945                                                     | Gardnar Mulloy (2) Bill Talbert (2)             | Robert Falkenburg Jack Tuero                         | 12–10, 8–10, 12–10, 6–2   |
| 1946                                                     | Gardnar Mulloy (3) Bill Talbert (3)             | Don McNeill Frank Guernsey                           | 3–6, 6–4, 2–6, 6–3, 20–18 |
| 1947                                                     | Jack Kramer (4) Ted Schroeder (3)               | Bill Talbert Bill Sidwell                            | 6–4, 7–5, 6–3             |
| 1948                                                     | Gardnar Mulloy (4) Bill Talbert (4)             | Frank Parker Ted Schroeder                           | 1–6, 9–7, 6–3, 3–6, 9–7   |
| 1949                                                     | John Bromwich (2) Bill Sidwell (1)              | Frank Sedgman George Worthington                     | 6–4, 6–0, 6–1             |
| 1950                                                     | John Bromwich (3) Frank Sedgman (1)             | Gardnar Mulloy Bill Talbert                          | 7–5, 8–6, 3–6, 6–1        |
| 1951                                                     | Ken McGregor (1) Frank Sedgman (2)              | Don Candy Mervyn Rose                                | 10–8, 6–4, 4–6, 7–5       |
| 1952                                                     | Mervyn Rose (1) Vic Seixas (1)                  | Ken McGregor Frank Sedgman                           | 3–6, 10–8, 10–8, 6–8, 8–6 |
| 1953                                                     | Rex Hartwig (1) Mervyn Rose (2)                 | Gardnar Mulloy Bill Talbert                          | 6–4, 4–6, 6–2, 6–4        |
| 1954                                                     | Vic Seixas (2) Tony Trabert (1)                 | Lew Hoad Ken Rosewall                                | 3–6, 6–4, 8–6, 6–3        |
| 1955                                                     | Kosei Kamo (1) Atsushi Miyagi (1)               | Gerald Moss Bill Quillian                            | 6–3, 6–3, 3–6, 1–6, 6–4   |
| 1956                                                     | Lew Hoad (1) Ken Rosewall (1)                   | Ham Richardson Vic Seixas                            | 6–2, 6–2, 3–6, 6–4        |
| 1957                                                     | Ashley Cooper (1) Neale Fraser (1)              | Gardnar Mulloy Budge Patty                           | 4–6, 6–3, 9–7, 6–3        |
| 1958                                                     | Alex Olmedo (1) Ham Richardson (1)              | Sam Giammalva Barry MacKay                           | 3–6, 6–3, 6–4, 6–4        |
| 1959                                                     | Roy Emerson (1) Neale Fraser (2)                | Alex Olmedo Earl Buchholz                            | 3–6, 6–3, 5–7, 6–4, 7–5   |
| 1960                                                     | Roy Emerson (2) Neale Fraser (3)                | Rod Laver Bob Mark                                   | 9–7, 6–2, 6–4             |
| 1961                                                     | Chuck McKinley (1) Dennis Ralston (1)           | Rafael Osuna Antonio Palafox                         | 6–3, 6–4, 2–6, 13–11      |
| 1962                                                     | Rafael Osuna (1) Antonio Palafox (1)            | Chuck McKinley Dennis Ralston                        | 6–4, 10–12, 1–6, 9–7, 6–3 |
| 1963                                                     | Chuck McKinley (2) Dennis Ralston (2)           | Rafael Osuna Antonio Palafox                         | 9–7, 4–6, 5–7, 6–3, 11–9  |
| 1964                                                     | Chuck McKinley (3) Dennis Ralston (3)           | Mike Sangster Graham Stilwell                        | 6–3, 6–2, 6–4             |
| 1965                                                     | Roy Emerson (3) Fred Stolle (1)                 | Frank Froehling Charles Pasarell                     | 6–4, 10–12, 7–5, 7–3      |
| 1966                                                     | Roy Emerson (4) Fred Stolle (2)                 | Clark Graebner Dennis Ralston                        | 6–4, 6–4, 6–4             |
| 1967                                                     | John Newcombe (1) Tony Roche (1)                | Bill Bowrey Owen Davidson                            | 6–8, 9–7, 6–3, 6–3        |
| Herredoublefinaler i US Open siden 1968                  |                                                 |                                                      |                           |
| År                                                       | Mestre                                          | Finalister                                           | Score                     |
| 1968                                                     | Bob Lutz (1) Stan Smith (1)                     | Arthur Ashe Andrés Gimeno                            | 11–9, 6–1, 7–5            |
| 1969                                                     | Ken Rosewall (2) Fred Stolle (3)                | Charles Pasarell Dennis Ralston                      | 2–6, 7–5, 13–11, 6–3      |
| 1970                                                     | Pierre Barthès (1) Nikola Pilić (1)             | Roy Emerson Rod Laver                                | 6–3, 7–6, 4–6, 7–6        |
| 1971                                                     | John Newcombe (2) Roger Taylor (1)              | Stan Smith Erik van Dillen                           | 6–7, 6–3, 7–6, 4–6, 7–6   |
| 1972                                                     | Cliff Drysdale (1) Roger Taylor (2)             | Owen Davidson John Newcombe                          | 6–4, 7–6, 6–3             |
| 1973                                                     | Owen Davidson (1) John Newcombe (3)             | Rod Laver Ken Rosewall                               | 7–5, 2–6, 7–5, 7–5        |
| 1974                                                     | Bob Lutz (2) Stan Smith (2)                     | Patricio Cornejo Jaime Fillol                        | 6–3, 6–3                  |
| 1975                                                     | Jimmy Connors (1) Ilie Năstase (1)              | Tom Okker Marty Riessen                              | 6–4, 7–6                  |
| 1976                                                     | Tom Okker (1) Marty Riessen (1)                 | Paul Kronk Cliff Letcher                             | 6–4, 6–0                  |
| 1977                                                     | Bob Hewitt (1) Frew McMillan (1)                | Brian Gottfried Raúl Ramírez                         | 6–4, 6–0                  |
| 1978                                                     | Bob Lutz (3) Stan Smith (3)                     | Marty Riessen Sherwood Stewart                       | 1–6, 7–5, 6–3             |
| 1979                                                     | Peter Fleming (1) John McEnroe (1)              | Bob Lutz Stan Smith                                  | 6–2, 6–4                  |
| 1980                                                     | Bob Lutz (4) Stan Smith (4)                     | Peter Fleming John McEnroe                           | 7–6, 3–6, 6–1, 3–6, 6–3   |
| 1981                                                     | Peter Fleming (2) John McEnroe (2)              | Heinz Günthardt Peter McNamara                       | w.o.                      |
| 1982                                                     | Kevin Curren (1) Steve Denton (1)               | Victor Amaya Hank Pfister                            | 6–2, 6–7, 5–7, 6–2, 6–4   |
| 1983                                                     | Peter Fleming (3) John McEnroe (3)              | Fritz Buehning Van Winitsky                          | 6–3, 6–4, 6–2             |
| 1984                                                     | John Fitzgerald (1) Tomáš Šmíd (1)              | Stefan Edberg Anders Järryd                          | 7–6, 6–3, 6–3             |
| 1985                                                     | Ken Flach (1) Robert Seguso (1)                 | Henri Leconte Yannick Noah                           | 6–7, 7–6, 7–6, 6–0        |
| 1986                                                     | Andrés Gómez (1) Slobodan Živojinović (1)       | Joakim Nyström Mats Wilander                         | 4–6, 6–3, 6–3, 4–6, 6–3   |
| 1987                                                     | Stefan Edberg (1) Anders Järryd (1)             | Ken Flach Robert Seguso                              | 7–6, 6–2, 4–6, 5–7, 7–6   |
| 1988                                                     | Sergio Casal (1) Emilio Sánchez (1)             | Rick Leach Jim Pugh                                  | w.o.                      |
| 1989                                                     | John McEnroe (4) Mark Woodforde (1)             | Ken Flach Robert Seguso                              | 6–4, 4–6, 6–3, 6–3        |
| 1990                                                     | Pieter Aldrich (1) Danie Visser (1)             | Paul Annacone David Wheaton                          | 6–2, 7–6, 6–2             |
| 1991                                                     | John Fitzgerald (2) Anders Järryd (2)           | Scott Davis David Pate                               | 6–3, 3–6, 6–3, 6–3        |
| 1992                                                     | Jim Grabb (1) Richey Reneberg (1)               | Rick Leach Kelly Jones                               | 3–6, 7–6, 6–3, 6–3        |
| 1993                                                     | Ken Flach (2) Rick Leach (1)                    | Martin Damm Karel Nováček                            | 6–7, 6–4, 6–2             |
| 1994                                                     | Jacco Eltingh (1) Paul Haarhuis (1)             | Todd Woodbridge Mark Woodforde                       | 6–3, 7–6                  |
| 1995                                                     | Todd Woodbridge (1) Mark Woodforde (2)          | Alex O'Brien Sandon Stolle                           | 6–3, 6–3                  |
| 1996                                                     | Todd Woodbridge (2) Mark Woodforde (3)          | Jacco Eltingh Paul Haarhuis                          | 4–6, 7–6, 7–6             |
| 1997                                                     | Jevgenij Kafelnikov (1) Daniel Vacek (1)        | Jonas Björkman Nicklas Kulti                         | 7–6, 6–3                  |
| 1998                                                     | Sandon Stolle (1) Cyril Suk (1)                 | Mark Knowles Daniel Nestor                           | 4–6, 7–6, 6–2             |
| 1999                                                     | Sébastien Lareau (1) Alex O'Brien (1)           | Mahesh Bhupathi Leander Paes                         | 7–6, 6–4                  |
| 2000                                                     | Lleyton Hewitt (1) Maks Mirnyj (1)              | Ellis Ferreira Rick Leach                            | 6–4, 5–7, 7–6             |
| 2001                                                     | Wayne Black (1) Kevin Ullyett (1)               | Donald Johnson Jared Palmer                          | 7–6, 6–2, 6–3             |
| 2002                                                     | Mahesh Bhupathi (1) Maks Mirnyj (2)             | Jiří Novák Radek Štěpánek                            | 6–3, 3–6, 6–4             |
| 2003                                                     | Jonas Björkman (1) Todd Woodbridge (3)          | Bob Bryan Mike Bryan                                 | 5–7, 6–0, 7–5             |
| 2004                                                     | Mark Knowles (1) Daniel Nestor (1)              | Leander Paes David Rikl                              | 6–3, 6–3                  |
| 2005                                                     | Bob Bryan (1) Mike Bryan (1)                    | Jonas Björkman Maks Mirnyj                           | 6–1, 6–4                  |
| 2006                                                     | Martin Damm (1) Leander Paes (1)                | Jonas Björkman Maks Mirnyj                           | 6–7(5), 6–4, 6–3          |
| 2007                                                     | Simon Aspelin (1) Julian Knowle (1)             | Lukáš Dlouhý Pavel Vízner                            | 7–5, 6–4                  |
| 2008                                                     | Bob Bryan (2) Mike Bryan (2)                    | Lukáš Dlouhý Leander Paes                            | 7–6(5), 7–6(10)           |
| 2009                                                     | Lukáš Dlouhý (1) Leander Paes (2)               | Mahesh Bhupathi Mark Knowles                         | 3–6, 6–3, 6–2             |
| 2010                                                     | Bob Bryan (3) Mike Bryan (3)                    | Rohan Bopanna Aisam-ul-Haq Qureshi                   | 7–6(5), 7–6(4)            |
| 2011                                                     | Jürgen Melzer (1) Philipp Petzschner (1)        | Mariusz Fyrstenberg Marcin Matkowski                 | 6–2, 6–2                  |
| 2012                                                     | Bob Bryan (4) Mike Bryan (4)                    | Leander Paes Radek Štěpánek                          | 6–3, 6–4                  |
| 2013                                                     | Leander Paes (3) Radek Štěpánek (1)             | Alexander Peya Bruno Soares                          | 6–1, 6–3                  |
| 2014                                                     | Bob Bryan (5) Mike Bryan (5)                    | Marcel Granollers Marc López                         | 6–3, 6–4                  |
| 2015                                                     | Pierre-Hugues Herbert (1) Nicolas Mahut (1)     | Jamie Murray John Peers                              | 6–4, 6–4                  |
| 2016                                                     | Jamie Murray (1) Bruno Soares (1)               | Pablo Carreño Busta Guillermo García-López           | 6–2, 6–3                  |
| 2017                                                     | Jean-Julien Rojer (1) Horia Tecău (1)           | Marc López Feliciano López                           | 6–2, 6–3                  |
| 2018                                                     | Mike Bryan (6) Jack Sock (1)                    | Łukasz Kubot Marcelo Melo                            | 6–3, 6–1                  |
| 2019                                                     | Juan Sebastián Cabal (1) Robert Farah (1)       | Marcel Granollers Horacio Zeballos                   | 6–4, 7–5                  |
| 2020                                                     | Mate Pavić (1) Bruno Soares (2)                 | Wesley Koolhof Nikola Mektić                         | 7–5, 6–3                  |
| 2021                                                     | Rajeev Ram (1) Joe Salisbury (1)                | Jamie Murray Bruno Soares                            | 3–6, 6–2, 6–2             |
| 2022                                                     | Rajeev Ram (2) Joe Salisbury (2)                | Wesley Koolhof Neal Skupski                          | 7–6(4), 7–5               |
| 2023                                                     | Rajeev Ram (3) Joe Salisbury (3)                | Rohan Bopanna Matthew Ebden                          | 2–6, 6–3, 6–4             |
| 2024                                                     | Max Purcell (1) Jordan Thompson (1)             | Kevin Krawietz Tim Pütz                              | 6–4, 7–6(4)               |